# ویویانو میناردی
ویویانو میناردی (انگلیسی: Viviano Minardi؛ زادهٔ ۱۵ ژوئن ۱۹۹۸) بازیکن فوتبال است.
از باشگاه‌هایی که در آن بازی کرده‌است می‌توان به باشگاه فوتبال پیستویزه اشاره کرد.